# 守護者之劍II 伊格麗亞之章
《守護者之劍II 伊格麗亞之章》是TGL2000年在台灣發行的一款電腦單機遊戲，風雷工作室製作。其延續《守護者之劍》未完成的故事。

## 劇情大綱
男主角修特為了讓死於非命的未婚妻露兒復活，遠從魯美大陸西方的葛里斯前來尋找傳說中的的神劍，在路經魯美中部的梅羅時，他結識了雪麗與柯娜，还有許多新同伴。在獸人族的屠殺事件後，獸王交給雪麗的大地之牙點出了星之石及雪麗的身世之謎，他們揭發了一連串邪惡使徒的陰謀後，三人決定結伴東行，前往遙遠的費柏斯山，找尋傳說中的神劍和四支月牙的女神傳說。

## 遊戲本體及周邊商品
2000年3月29日，守護者之劍II在台灣上市，除了遊戲之外，市面上也販售各種周邊商品，比較特別的就是这遊戲的CD原聲帶和插畫劇情書，除此還有未收錄的創作樂章出現，守護者之劍II的原聲帶曾在唱片市場流通。此外，劇情插畫書，是收錄遊戲片段畫面的劇情小說，並搭配以一些遊戲中未收錄的圖片和製作過程剪影，可以看到「伊格麗亞之章」没有暴露的一面。
可惜，讓人遗憾的是遊戲本身的安裝程式。由於風雷工作室與TGL就工期方面產生矛盾，導致遊戲的安裝程序未有完全完成。甚至安裝的界面是使用winzip製作這樣低級的設定。

## 遊戲設計

### 特色
風雷小組此前因為公司政策而改組，招聘了一些新人。伊格麗亞之章對比前代也有一些系統設定上的修改，提高玩家新鮮度。。
這款遊戲使用比一代較為進步的800x600的畫面解析度和1677萬色的色數，使得畫面效果得以超越前作。戰鬥畫面除了保持一代與外傳的一貫風格，本作突破一個戰鬥畫面的限制，改採兩到三個甚至四個全螢幕的戰場畫面。另外守護者之劍II也已修正過去一代及外傳的「全即時制設定」，改採「類似半即時制」的戰鬥系統，儘管採用新的戰鬥系統，但是仍然兼顧前代的戰鬥緊張感。
有別於其他的角色扮演遊戲，守護者之劍II不是將角色等級訓練提高便可以輕易過關，玩家必須在戰鬥過程中精確掌握攻擊時間，便是能否在遊戲在一帆風順玩下去的重要課題。
在遊戲進行中，主角隨著劇情的發展或是戰鬥時的特殊遭遇，會有不良狀態發生。像是有時會同時感染到狂暴、幻覺、膽怯，但有時卻會在特殊組合下維持這些不良狀態，可讓玩家收到意想不到的效果。例如：隊員產生了狂暴情況，雖然在戰鬥中無法控制，但是他所使用的攻擊招式卻變得比以往強，也許可能因為如此打赢某個難纏的敵人。
守護者之劍II本身還融合了「動作」與「射擊」遊戲的要素，遊戲設計可支援鍵盤、滑鼠與搖捍同時操作，玩家可依個人的喜好與習慣來選擇來如何進行遊戲。

### 遊戲製作
守護者之劍II帶著一代與外傳的好評而推行，製作時間竟達到一年多。根據遊戲製作小組（风雷小组）表示，《守护者之剑》的故事原是一部长达40万字的小说，由风雷小组原创的史诗故事。最完整的版本共分为五大章节，在1998年夏季发行的《守护者之剑一代》只描述完第一章“命运的相会”，其余的四个章节则完整收录在《守護者之劍II 伊格丽亚》中。《守护者之剑》的故事也会在这次遊戲中有一个完整的结局。《守护者之剑II》完全延续一代的剧情，剧情较前作至少增加四倍，完整表現出《守护者之剑》的庞大世界观；许多玩家在一代中不解的疑问在守護者之劍II中都能获得解答，而且整个故事将在守護者之劍II真正迈向“大结局”。
為了提高畫面的美觀與流暢，並且避免增加記憶體的負擔。守護者之劍II使用了一項「類關節運動美學技術」。由美術人員先析出該動畫圖檔的「關節項」，並一一加以繪製，再透過程式人員開發的特別工作處理，融合動力學、生物學等專業技術，製作出符合正常關節運動的動態圖檔。使得營造出據稱與當時3Ｄ遊戲接近的效果。

### 動畫與配音
《守護者之劍II》相對高分辨率的遊戲畫面，在當時獲得了一些媒體的好評。遊戲以及遭遇事件都有中文配音，讓玩家了解遊戲所要給予元素與想法。遊戲製作小組請來多位資深音樂製作人與知名配樂團體，參與遊戲的音樂製作，遊戲中有30餘首原創背景音樂。

## 背景及主角介紹
尤利部落是故事一處寒冷的高原部落，由於那裡長年飽受蟲人與蟲獸的攻擊，導致其地的人民窮困與稀少，僅存的人民為了生存，必須團結一致抵禦外敵的威脅，於是以「穴居」的方式生活，街道上防空砲塔到處可見。而尤利的孩童，從小就必須接受嚴苛的軍事訓練，來幫助尤利防禦蟲人族的侵襲。於是在全民皆兵的尤利社會中，彌漫了緊張與肅殺氣氛，於是鮮有人會有興趣去了解外地的環境與生活。男主角修特的故鄉，當年同樣遭到「蟲暴」的襲擊，幾乎無人生還，而修特的未婚妻露兒，也是死於那場災難。而男主角修特旅行至飽受「蟲暴」威脅的尤利部落時，有了不少內心戲？
在遊戲中的凡勒城是一座巨型的室內都市。當主角走到某個地方時，就可以看到這座類似巨大金字塔的建築巍然矗立在荒漠中。由於凡勒城擁有銅牆鐵壁般的防禦設施，使得「蟲暴」無法影響凡勒城的人民的生命財產。因此，凡勒城得以安定發展科技與文明，同時它也孕育出凡勒城居民追求窮奢極慾生活、放縱享樂的城市文化。

### 修特
配音:洪一平
修特是遊戲的主角，他是一位19歲的男子，他總是扛著一把巨大的劍。兩年多前，家鄉遭到「蟲暴」侵襲，而在一夜之內遭到毀滅，未婚妻露兒則不幸香消玉殞，為了找到傳說中可以使露兒復活的「守護者之劍」，也為了找到殺妻滅鄉的罪魁禍首，於是他踏上了旅程。
修特及雪麗在唯晶科技的遊戲聖女之歌II撒雷母天使 以NPC的模式在某個城鎮出現，只是名字有稍微做修改，修特改為休得。

### 雪麗
配音:陳曉月
雪麗有著清純討喜的外表，她的個性是外柔內剛。她為了尋找自己的身世從何而來，決定旅行與探索。雪麗在旅途中，儘管受到各種不平的待遇與磨難，但她始終抱持著異於常人的樂觀想法，也影響男主角修特的人生價值觀。
修特及雪麗在唯晶科技的遊戲聖女之歌II撒雷母天使 以NPC的模式在某個城鎮出現，只是名字有稍微修改過，雪麗改成小莉。

### 柯娜
配音:王冠蓉
柯娜是20歲的謎樣魔法師，個性活潑開朗，可以說是在隊伍中扮演開心果的角色，並且精通使用攻擊系咒文，是大地神官─阿爾巴的得意門生。身上肩負師父所給予的神秘任務，為了執行任務，她便與修特及雪麗一同結伴向東旅行。

### 裘西卡
配音:邱珮轝
裘西卡是17歲的少女，生活在遊戲世界西方的高原部落中的女孩子。個性略顯孤僻的她不喜接近人群，單獨一人居住在偏遠山谷。她擁有與普通人所沒有的特殊能力，卻有巨大的危機悄然接近。

### 阿爾巴
配音:孫德成
大地神官，梅羅大地的頂尖魔法師，性情古怪。有收柯娜一名女徒，也在修特等人與使徒「路法」決戰的前夕，教導過他們魔法及特技。

## 評價
守護者之劍II的售價比前代較為便宜，遊戲長度比前代增加不少，遊戲本身音樂與人物受到TGL粉絲的青睞。
不過正如前述的趕工期，遊戲在安裝時必須先解壓縮，而且手續較為繁複。此遊戲的開發未完善亦最終導致開發小組在日後集體脫離TGL台灣公司，對TGL台灣公司造成重創。